# Нулевой номер
«Нулевой номер» (итал. Numero zero) — седьмой и последний роман итальянского писателя, профессора семиотики Болонского университета Умберто Эко. 
Писать этот роман Эко начал после «Острова накануне» (1994). В январе 2015 года роман издан миланским издательством «Bompiani» (ISBN 9788845278518)).
На русский язык роман перевела Елена Костюкович (ISBN 978-5-17-091032-8).

## Сюжет
В Милане запускается пилотный проект газеты, которая должна стать очередным инструментом политического влияния для спонсирующего её медиамагната. Редакция не очень понимает, какого плана новости и статьи наиболее предпочтительны для будущей газеты, и обращается к самым разным темам. «Остроумный и обаятельный циник» Колонна, от чьего лица ведётся повествование, завязывает романтические отношения с коллегой Майей; журналист Браггадоччо исследует теорию заговора о мнимой смерти Муссолини: в 1945 году был убит не сам дуче, а его двойник.